# Orquestra Sinfônica da Rádio Bávara

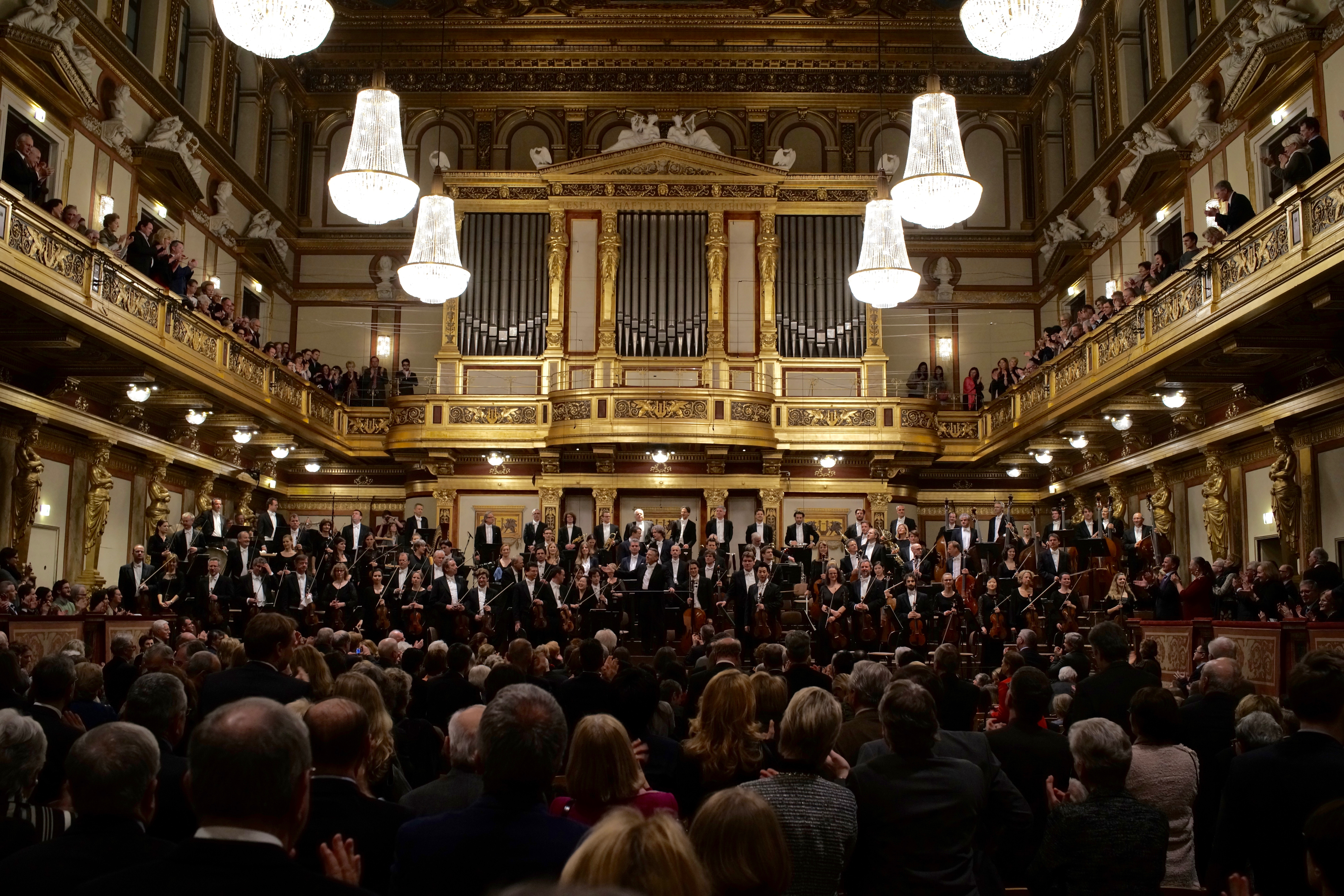
Mariss Jansons mit dem Symphonieorchester des Bayerischen Rundfunks im Grossen Musikvereinssaal, Wien

A Orquestra Sinfônica da Rádio Bávara (Symphonieorchester des Bayerischen Rundfunks) é uma orquestra mundialmente renomada, situada em Munique, Alemanha. É uma das três principais orquestras de Munique, junto com a Orquestra Filarmônica de Munique e a Orquestra do Estado Bávaro. 
A orquestra foi fundada em 1949 com membros de uma orquestra de rádio de Munique. Eugen Jochum foi o primeiro maestro chefe, exercendo a função de 1949 até 1960. Serviram como maestros: Rafael Kubelík, que foi o maestro a ficar mais tempo à frente da orquestra, e também Sir Colin Davis e Lorin Maazel. Desde 2003 o condutor chefe da orquestra é Mariss Jansons. Seu contrato vai até Agosto de 2012
A orquestra já recebeu o Grammy de 2006 pela Melhor performance orquestral, por gravar Sinfonia Nº13 de Shostakovich. Também é nomeada a sexta melhor orquestra da Europa pelo Le Monde de la Musique.

## Regentes titulares
- Simon Rattle (2023-atualidade)
- Mariss Jansons (2003-2019)
- Lorin Maazel (1993-2002)
- Colin Davis (1983-1992)
- Rafael Kubelík (1961-1979)
- Eugen Jochum (1949-1960)